# Oğuz Yılmaz
Oğuz Yılmaz (Şişli, 1º gennaio 1993) è un calciatore turco, difensore del Kastamonuspor 1966.

## Carriera
Ha giocato nella prima divisione turca.